# Emmanuel Trégoat
Emmanuel Trégoat, né le 26 septembre 1962, est un entraîneur de football français. Dirigeant d'abord des équipes de jeunes ou des équipes réserves de club comme le Paris Football Club, il est sélectionneur de l'équipe du Tchad de 2014 à 2015, poste qu'il retrouve en septembre 2019. Il entraîne des équipes de Régional 1 puis le Racing Club de France football en National 3 de janvier à juin 2019.

## Biographie
Lors de la première période où il occupe le poste de sélectionneur de l'équipe du Tchad de 2014 à 2015, Emmanuel permet à sa sélection de remporter la coupe de la CEMAC en 2014,,. Il entraîne ensuite le club de AS Saint-Ouen-l'Aumône en National 3. Il est élu meilleur entraîneur de son groupe, et conduit son équipe à la deuxième place, synonyme d'accession, avant d'être viré de son poste. En janvier 2019, il succède à Abdellah Mourine au poste d'entraîneur du Racing Club de France football. Son bilan à la tête de l'équipe est de deux défaites en quatorze rencontres de championnat, pour termine à la quatrième place. Il est finalement licencié en juin.
Entre octobre 2021 et mai 2022, il est nommé à la tête de l'Entente Sannois Saint-Gratien club de National 2 ,.